# 台灣輸電

## 輸電網路
台灣輸電網路是以交流345kV為骨幹，由南到北三回路合計六回線。

### 歷史
- 1905年（明治38年），台灣第一座龜山水力發電所竣工發電後，開始在北、中、南各地陸續建立獨立的11、33kV小電力系統
- 1931年（昭和6年），建成的台灣歷史上第一座南北輸電網，在西部以33kV電壓互聯南北系統（台北-松樹腳-豐原-台中-集集-濁水-烏山頭-山上-新市-台南-高雄）
- 1934年7月（昭和9年），建成154kV南北一次輸電線（台北-新竹-霧峰-日月潭-嘉義-山上-高雄）
- 1974年3月（民國63年），第一座345kV超高壓輸電線：板橋-天輪線完工

## 電壓層級
主要電壓層級包括345kV、161kV、69kV。

## 變電所
變電所類型包括
- 發電廠變電所（Generator Substation，簡稱G/S，電壓345kV）、
- 超高壓變電所（Extra-High Voltage Substation，簡稱E/S，電壓345/161kV）、
- 一次變電所（Primary Substation，簡稱P/S，電壓161/69kV）、
- 配電變電所（Distribution Substation，簡稱D/S，電壓161/22kV或161/11kV）、
- 二次變電所（Secondary Substation，簡稱S/S，電壓69/22kV或69/11kV）、
- 用戶變電所（Customer Substation，簡稱C/S）

## 台灣輸電網路發展趨勢
台灣輸電網路在簡化電壓層級之政策上，歷經1999年的921大地震之後全面檢討決定以既有的交流345kV系統擴展，並對後續之新建變電所以配電變電所為主。

## 海底電纜
台灣第一條海底輸電電纜是聯繫台灣本島和小琉球間之25kV XLPE電力電纜，2011年送電。民國六十九年鋪設台灣第一條電力海底電纜，但因當時施工技術不好，電纜只能放在海床上，電纜常遭漁船拖網或船錨勾斷，九十四、九十五年兩度被勾斷故障，六條電纜只剩二條可供電三千千瓦，不敷島上需求的六千千瓦，台電還啟用島上柴油發電機發電，造成島上停電事故頻傳。
台電編列十六億三千餘萬元，九十八年七月動工設立全新海底電纜，從林邊鄉崎峰村通過海底連接到琉球大福村琉球電廠，全長十七公里，以水下無人載具將電纜埋設到海床下二公尺，硬質海床段則加裝鑄鐵管保護，能夠避免再被船隻勾斷，經過近二年努力終於完工。
台灣第二條海底輸電電纜是聯繫台灣本島和澎湖島間之161kV XLPE電力電纜，已於2021年底正式送電。